# 사우스이스턴 침례 신학교
사우스이스턴 침례 신학원은 미국 노스캐롤라이나주 웨이크포리스트에 위치한 남침례교단 소속 신학 대학원이다. 본교는 미국 동부 해안지역의 남침례교 신학 교육을 담당하기 위해 1950년에 창립되었다. 본교의 창립은 1950년 5월 19일 남침례교단 총회에서 결정되었고, 1951년 가을학기부터 웨이크 포레스트 대학교의 캠퍼스에서 수업을 시작했다. 학부 과정은 사우스이스턴 신학교로 불린다. 현재 총장은 다니엘 에이킨(Daniel L. Akin)이다.
본교는 1958년을 기점으로 북미지역 ATS(Association of Theological Schools)으로부터 인가를 받고, 1978년부터는 SACS(Southern Association of Colleges and Schools)으로부터 인가를 받았다.

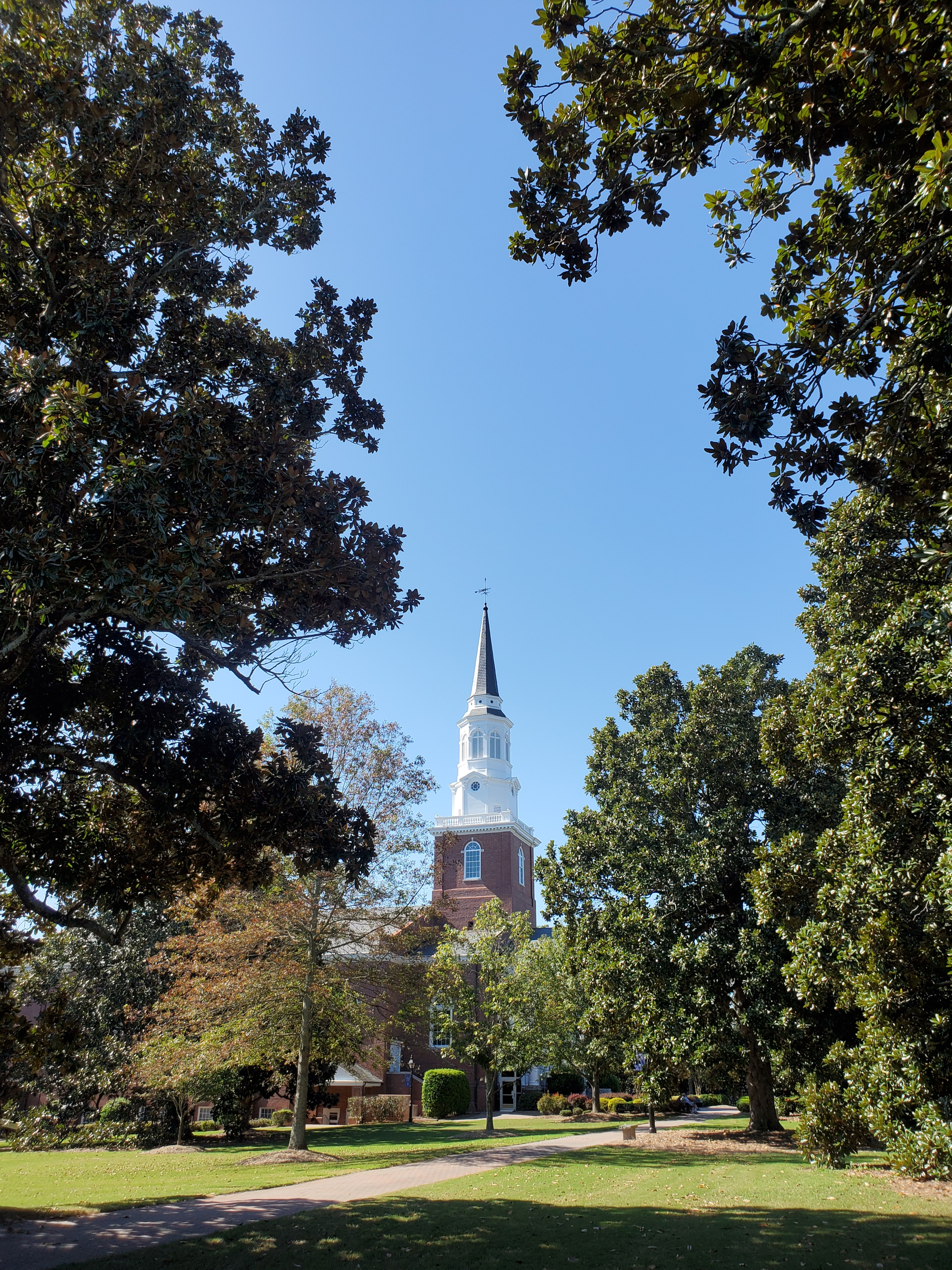

## 역사
사우스이스턴은 1951년 가을, 웨이크 포레스트 대학교의 캠퍼스에서 초대 총장 시드너 스틸리(Sydnor L. Stealey)의 운영 아래 첫 수업을 시작하였다. 1956년, 웨이크 포레스트 대학교가 윈스톤-살렘로 이주한 시점부터 사우스이스턴이 캠퍼스 전체를 사용하기 시작했다. 1963년, 스틸리 총장이 은퇴하고 오린 빈클리(Olin T. Binkley)가 차기 총장으로 선출되었다. 그의 리더쉽 아래에서 신학학사(the Bachelor of Divinity) 과정이 목회학 석사(the Master of Divinity), 종교 교육 석사(the Master of Religious Education), 목회학 박사(the Doctor of Ministry) 과정으로 전환되었다. 또한, 빈클리 총장은 평등권을 지지하는 인물이었다. 그는 1974년 은퇴하였고 랜달 롤리(W. Randall Lolley)가 그의 뒤를 이었다. 롤리 총장의 재임기간 동안에 신학원 입학자 수가 두 배 이상 증가하였다. 1987년, 보수적인 이사회의 요구로 인해 롤리는 총장직에서 물러났고 다음 해에 루이스 드러몬드(Lewis A. Drummond)가 그 뒤를 이었다. 빌리 그래햄(Billy Graham) 목사는 드러몬드의 취임식에 방문했다. 드러몬드의 재임기간 동안에 많은 직원들의 이직과 신규 학생 수 감소가 있었다. 드러몬드는 1992년 봄에 은퇴하였다. 사우스이스턴의 제 5대 총장으로는 신학적 성향과 정치적 성향이 모두 보수적이었으며,, 그로 인해 본교를 다시금 보수적인 성향을 띠게 하였고, 또한 박사 과정을 도입하는 등 학위 프로그램들을 발전시킨 페이지 페터슨(L. Paige Patterson)이 선출되었다. 패터슨의 재임기간 동안 사우스이스턴은 또다른 성장의 시간을 맞게 되었다. 2004년, 패터슨은 사우스웨스턴 신학원의 총장으로 부임했고, 현재 총장인 다니엘 에이킨이 그의 뒤를 이어 사우스이스턴의 총장 자리에 앉게 되었다.

## 동문
- 이동원 목사, 지구촌교회 원로목사, KOSTA 이사장
- J. D. 그리어, 현 남침례교단 총회장, 서미트 교회(The Summit Church) 담임목사